# ゴッド・ゲイヴ・ロックンロール・トゥ・ユーII
「ゴッド・ゲイヴ・ロックンロール・トゥ・ユーII」 (God Gave Rock 'N' Roll to You II) は、アメリカ合衆国のハードロックバンド、キッスが1991年に発表した楽曲である。
1991年にシングルとして発表された後、映画『ビルとテッドの地獄旅行』のサウンドトラック、さらにキッスの1992年のアルバム『リヴェンジ』に収録された。
1980年に2代目ドラマーとして加入したエリック・カーが参加した最後の曲である。

## 解説
この曲はアージェントが1973年に発表した「ゴッド・ゲイヴ・ロックンロール・トゥ・ユー」を編曲したもので、クレジットはオリジナル曲の作者ラス・バラード、キッスのメンバーのポール・スタンレーとジーン・シモンズ、プロデューサーのボブ・エズリンとなっている。
キッスは1991年4月にカーが心臓原発の悪性腫瘍に罹患して闘病生活に入ったので、エリック・シンガーを代役に起用してレコ―ディングを行なった。スタンレーとシモンズはアルバム『〜エルダー〜 魔界大決戦』（1981年）に収録された「エルダーの戦士」以来、約10年ぶりにリード・ヴォーカルを分担した。カーも"...to everyone, he gave his song to be sung"と繰り返すア・カペラのコーラスに参加した。
ミュージック・ビデオは同年7月に、Mark Rezykaを監督に迎えてカリフォルニア州ロサンゼルスで撮影された。キッス全盛期のメイクを施したスタンレーとシモンズのフラッシュバックと共に室内で行われるバンド演奏が特徴的である。カーも病を押して出演して、ドラムを叩く演技をした。
カーは同年11月に他界した。シモンズは『Kissology Volume Two: 1978-1991』（2007年）に収録されたVH1クラシックの特別放送で、「この曲は単なるサウンドトラックのためのカバーソングではなくエリック・カーの遺作であることを、多くの人は理解していないと思う」と述べた。

## チャート
この曲はトップテン入りを果たしたイギリスやドイツを初め、世界各国で大きなヒットとなった。ビルボードのホット・メインストリーム・ロックトラックスチャートではアメリカで21位に達し、ビデオはテレビの音楽チャンネルで何度も放映された。

## 参加ミュージシャン
- ポール・スタンレー - リズム・ギター、リード・ギター、リード・ヴォーカル
- ジーン・シモンズ - ベース、リード・ヴォーカル
- ブルース・キューリック - リード・ギター
- エリック・シンガー - ドラム、コーラス
- エリック・カー - コーラス

## 映画『ビルとテッドの地獄旅行』
映画『ビルとテッドの地獄旅行』で流れるものは、サウンドトラック・アルバムに収録されたシングル・バージョンとは僅かに異なっている。映画ではスティーヴ・ヴァイが40秒間のギター・ソロを演奏する。このソロは彼のアルバム『The Elusive Light and Sound』（2002年）に「ファイナル・ソロ」というタイトルで収録された。その結果、多くのファンカットミックスが、5分26秒の長さの映画で演奏されたバージョンを再現するため、2つの曲を組み合わせていることが分かる。